# 稲波紀明
稲波 紀明（いなみ のりあき、1977年（昭和52年） - ）は、日本アイ・ビー・エム在職中に、2005年にヴァージン・ギャラクティック社の宇宙旅行に申し込み、世界最初の宇宙旅行者100人に選ばれた人物。日本人で初めてサラリーマンで宇宙旅行者に選ばれる。
2023年から開始される宇宙旅行で宇宙に行く予定。(株)船井総合研究所シニアエキスパート。
2022年INAMI Space Laboratory株式会社を設立。代表取締役に就任
早稲田大学大学院ファイナンス研究科（現・早稲田大学大学院経営管理研究科（早稲田大学ビジネススクール））修了

## メディア出演
- 三菱電機 DSPACE 14年待ち続けた宇宙旅行、実現間近—稲波紀明さんに聞く「宇宙の歩き方2019」②
- WASEDA ONLINE 夢は宇宙船のオーナー？！早稲田の杜から、宇宙の海へ！！
- FNNプライムオンライン　「私が日本人初の宇宙旅行者」いよいよ世界初の民間宇宙旅行開始か　打ち上げ待つのは“サラリーマン”
- DIME 待ち続けた14年の間に何が起こった？日本人で初めて宇宙旅行に行く稲波紀明さん
- 日刊スゴイ人　世界初のサラリーマン宇宙旅行者になるスゴい人！
- YouTube[1] 稲波紀明の宇宙情報チャンネル
- 日本テレビ Oha4! 宇宙開発最前線　盛り上がる宇宙旅行の現状
- GOETHE 宇宙旅行を控えるサラリーマンの激動の日々
- 朝日新聞デジタル　宇宙旅行「当選」から16年　日本人会社員「やっと」
- NTT DOCOMO dmenu　「値段は約2200万円」 来年、普通のサラリーマンが宇宙旅行へ　10年以内に費用は数百万円に
- FNNプライムオンライン　2300万円振り込み待つ事17年…2022年にサラリーマンが宇宙旅行へ　国内で“宇宙市場”参入企業も
- CBCドキュメンタリー　18年越しの夢…サラリーマンが数千万円かけて宇宙旅行へ“40兆円超”宇宙ビジネスとは
- ワールドビジネスサテライト（WBS）　予約殺到！？宇宙旅行ツアーが続々登場
- 経済界（2020年4月号）　僕らが宇宙をめざす理由
- ロサンゼルスタイムズ　Virgin Galactic unveils its new SpaceShipTwo

## 講演
- 和歌山大学　国際観光学研究センター　CTR Space & Mobilityユニット シンポジウム in 大阪 「観光からみた宇宙4」基調講演

## 書籍
- よくわかる宇宙ビジネス 日本初サラリーマン宇宙旅行者からの提言 (星海社新書) ISBN 978-4065280645